# 阿伽松 (菲羅塔斯之子)
阿伽松（希臘語:  ; 活躍於前4世紀），他是馬其頓菲羅塔斯之子，帕曼紐和阿桑德的兄弟。
在前313年的繼業者戰爭時，他的兄弟卡里亞總督阿桑德無法抵禦安提柯的進攻，被迫與安提柯簽訂和約。其中阿伽松預定要被作為人質送往安提柯處，然而阿桑德幾天後隨即反悔。根據希臘銘文記載，阿伽松有個兒子也叫做阿桑德。